# Palais Vecchiarelli
Pour les articles homonymes, voir Vecchiarelli.

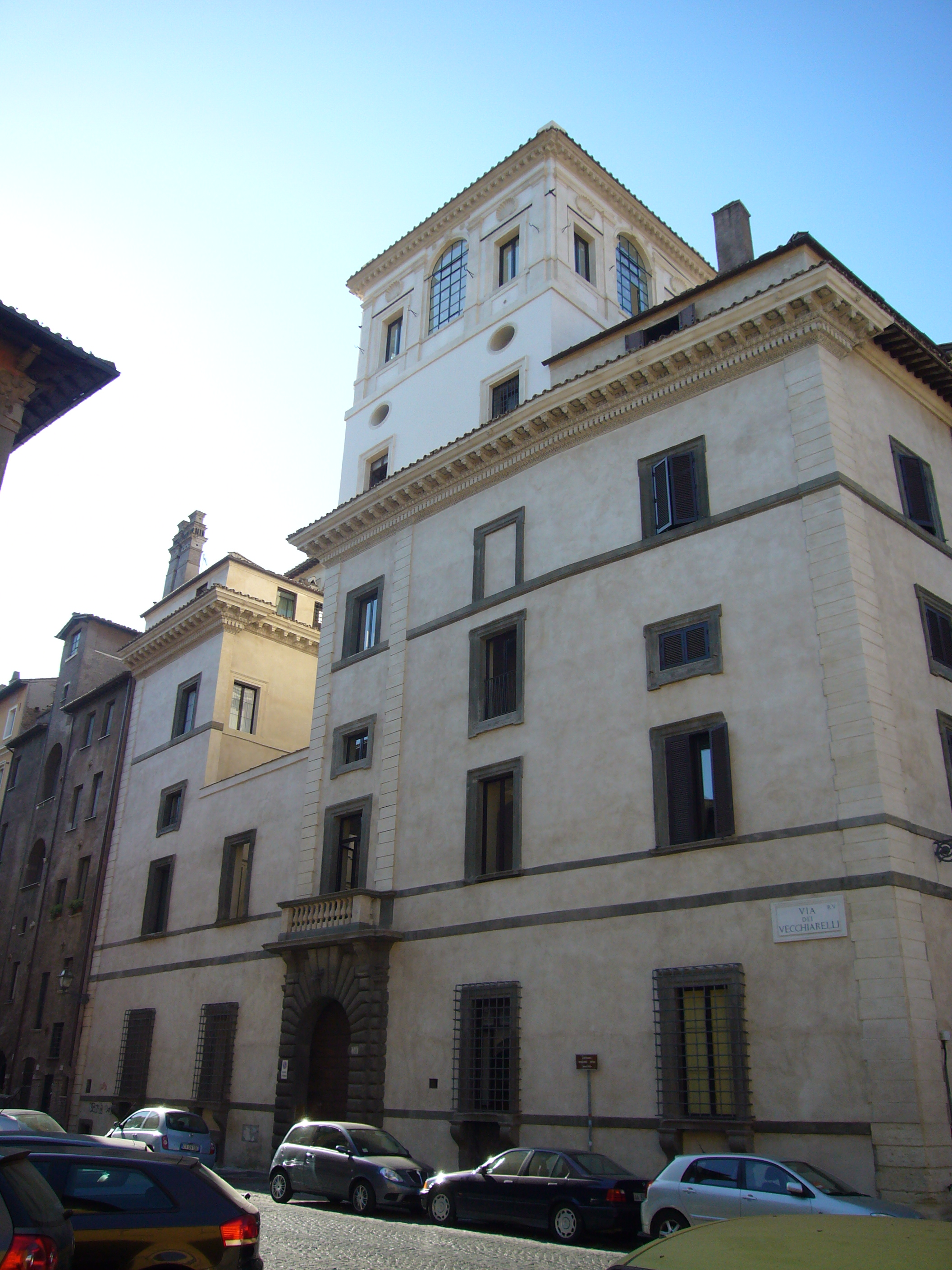
Vue du palais.

Le palais Vecchiarelli est un palais Renaissance situé au 38 de la Via dei Vecchiarelli dans le Rione Ponte de Rome, non loin du début de la Via dei Coronari. 

## Histoire
Le palais a été construit dans la seconde moitié du XVIe siècle par Mariano Vecchiarelli, une riche famille terrienne de la ville de Rieti, de la cour du pape Grégoire XIII, probablement sur un projet de l'architecte florentin Bartolomeo Ammannati, à qui l'on a attribué avec certitude l'imposante loggia, l'une des premières et la plus élégante de Rome, célèbre chez les papes (Villa Giulia) et les familles riches (Palazzo Ruspoli Rucellai) à Rome. Les Vecchiarelli, dont les membres comprenaient un cardinal, Odoardo Vecchiarelli (1658-1667), vendirent le palais au XVIIIe siècle aux Montanari, qui à leur tour le vendirent au comte Emo Capodilista. En 1956, le comte, qui est toujours propriétaire du bâtiment, confia sa restauration à l'architecte Carlo .

## Décoration
Le palais a été construit en incorporant une tour qui ouvre sur la même rue un immense portail en pierre et dont on ignore presque tout. Sa position importante laisse supposer qu’il faisait partie de l’ancienne forteresse des Orsini. Les deux façades du palais ont leurs propres portails, l'un sur la Via Vecchiarelli et l'autre sur la Via dei Coronari. La première, encadrée d'épaisses silhouettes et surmontée d'un balcon, se situe sur la même façade de la belle loggia à coquilles. La seconde, identique mais plus sombre, ouvre une façade avec des fenêtres disposées en quatre étages et une mezzanine, caractérisée par de fausses briques en gypse du XIXe siècle. 
Au fond d'une cour intérieure, dans une niche surmontée d'une coquille, se trouve une petite fontaine dans laquelle l'eau coule de la gueule d'un lion et tombe dans un bol en forme de calice avec les bords décorés de petites roses sculptées. De ce bassin, l'eau coule dans un autre bassin, plus grand mais plus bas.